# Principauté épiscopale de Lausanne
Ne doit pas être confondu avec Diocèse de Lausanne, Genève et Fribourg.
Entités précédentes :
- Bourgogne transjurane

Entités suivantes :
- Bailliage de Lausanne (Canton de Berne)
- Bailliage d'Avenches (Canton de Berne)
- Bailliage de Bulle (Canton de Fribourg)

La principauté épiscopale de Lausanne est une principauté sur laquelle l'évêque de Lausanne exerce un pouvoir temporel. Elle disparaît en 1536 et la majorité de son territoire devient le bailliage bernois de Lausanne, tandis que d'autres parties, comme Albeuve et Bulle deviennent possessions de Fribourg.

## Histoire
En 1011, Rodolphe III de Bourgogne donne à l'évêque le comté de Vaud (Comitum Waldensem),.
En 1079, l'empereur donne Lavaux à l'évêque de Lausanne. Vers 1090, l'évêque Lambert de Grandson donne la paroisse de Corsier-sur-Vevey à son neveu Vaucher de Blonay.

### Guerre contre le comte de Genève
L'épiscopat de Roger de Vico Pisano est marqué par une guerre contre le comte de Genève et le comte de Maurienne/Savoie. Le duc de Zähringen est également en guerre contre le comte de Savoie. En 1196, l'évêque signe un traité de paix avec le comte de Gruyère, vassal du comte de Genève. Il fait le siège du château de Vufflens et oblige ses seigneurs, autres vassaux du comte de Genève, à lui prêter hommage.

### Traité d'Ouchy
En 1300, l'évêque signe un traité avec Louis de Vaud.

### Révolte de la Saint-Laurent
En 1313, une révolte éclate pendant une vacance du siège épiscopal. Le chef de la révolte est le mayor de Lausanne, Girard de Bière,. C'est un événement « de grande importance, mais faible dans sa durée ». Le nouvel évêque, Pierre d'Oron a « largement participé au retour à l'ordre ».

### Affrontement entre l'évêque et Louis II de Vaud

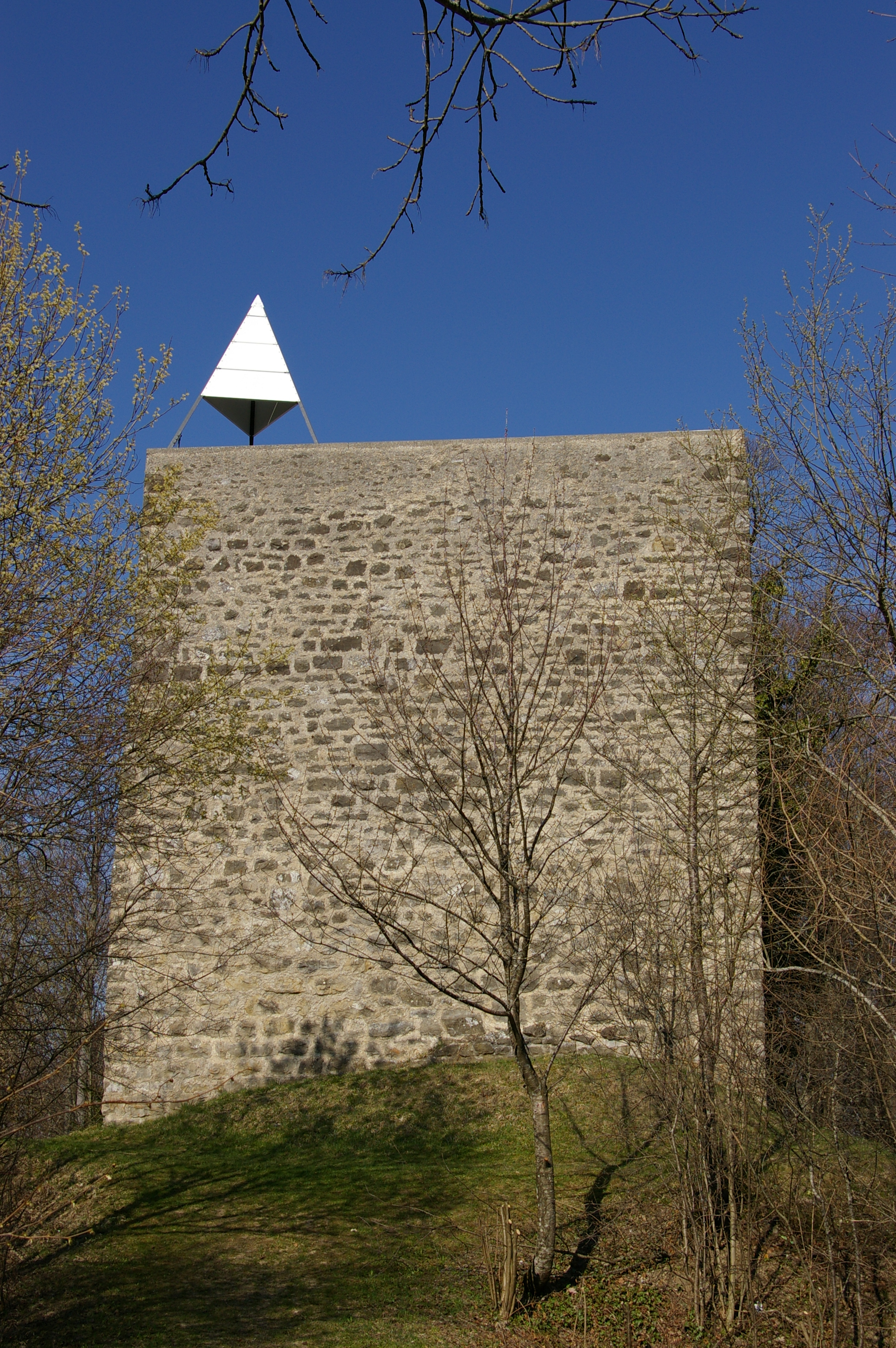
La tour de Gourze

En 1316, Louis II de Vaud s'empare de la tour de Gourze. La même année, le comte Amédée V de Savoie occupe les terres épiscopales dans le but de protéger l'évêque de son neveu Louis II. Il n'y a plus d'affrontement armé entre la maison de Savoie et l'évêque après cette date.
La même année, Pierre d'Oron offre au comte Amédée V de Savoie de partager la juridiction sur les terres épiscopales.

### Guerres de Bourgogne
En 1476, les Bernois incendient le château épiscopal de Lucens.

### Conquête bernoise du Pays de Vaud
En 1536, Berne envahit la principauté. Les autorités bernoises y organisent en octobre de la même année la dispute de Lausanne, au terme de laquelle les autorités bernoises émettent  des édits de réformation rendant illicite la pratique du culte catholique et mettant un terme à toute autorité religieuse et temporelle du clergé catholique. La plus grande partie de la principauté devient le bailliage de Lausanne. La châtellenie de Lucens est intégrée au bailliage de Moudon et Fribourg s'empare des terres épiscopales de La Roche, Bulle et Albeuve et crée le bailliage de Bulle.
À la fin du Moyen Âge, l'évêché de Lausanne était « une principauté ecclésiastique sans cohésion territoriale, mais pourvue d'une administration centralisée ».

## Étendue territoriale

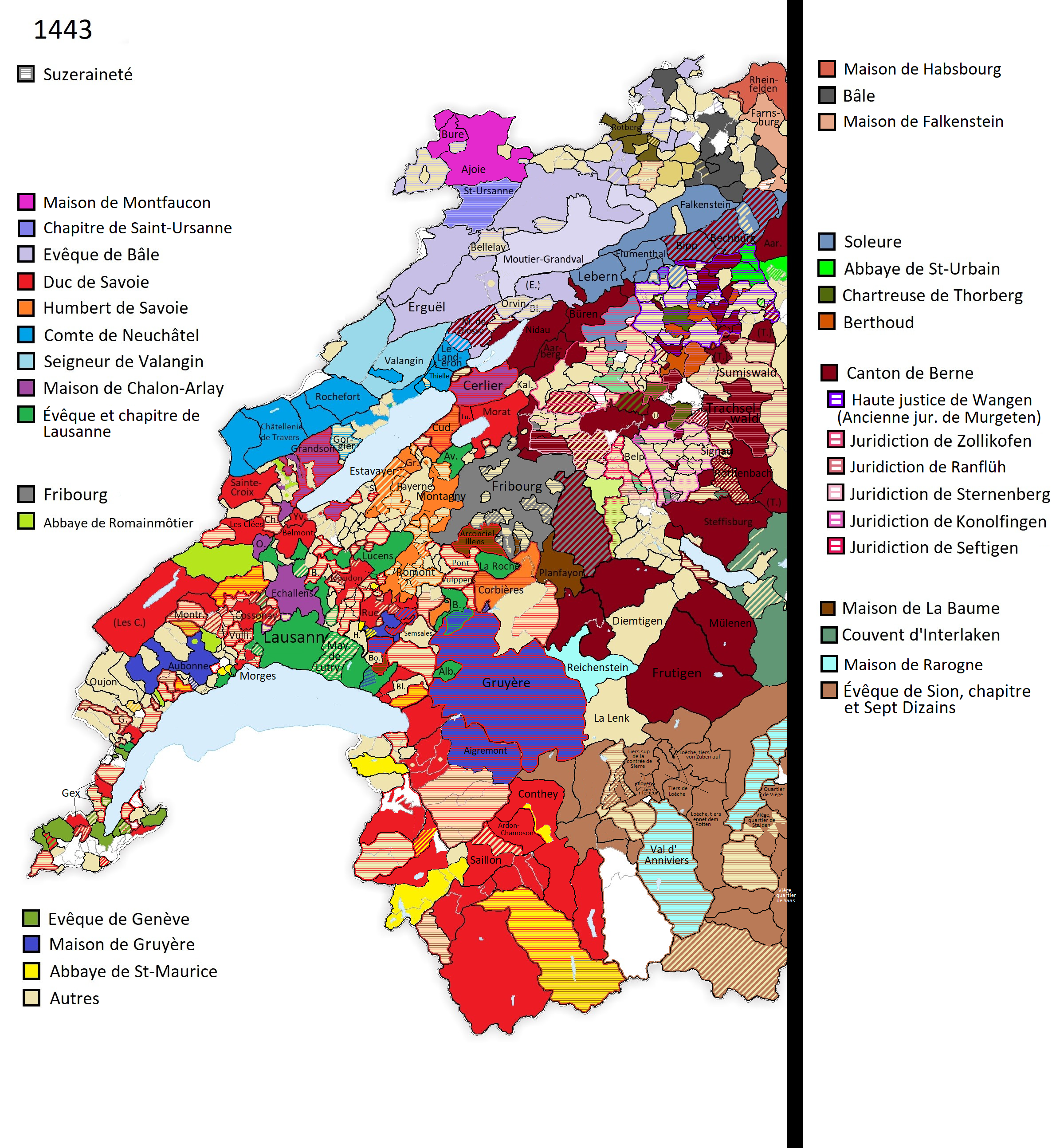
Carte des terres de l'évêque et du chapitre (en vert) en 1443.

La principauté est composée de Lausanne et ses environs, Lavaux, Avenches, Lucens, Bulle, Riaz et La Roche. Le siège de l'évêché est Lausanne. L'évêque a plusieurs châteaux, comme la tour de Gourze, la tour de Marsens, le château de Glérolles et le château d'Ouchy.
Lausanne
Avenches
On ne sait pas depuis quand les évêques possèdent Avenches, mais cette localité fait partie du domaine épiscopal primitif.
En 1076, l'évêque Buchard d'Oltigen entoure Avenches de murs.
En 1277, l'évêque achète à Anselme et Albert d'Illens la grande dîme d'Avenches.
En 1363, l'évêque Aimon de Cossonay accorde des franchises à Avenches.
Bulle
Comme Avenches, Bulle fait partie du domaine temporel primitif des évêques, qui possèdent cette ville peut-être depuis le VIe siècle. En 1196, le comte de Gruyère abandonne toutes ses prétentions sur Bulle.
Lucens
Les évêques possèdent un château à Lucens pour protéger leurs nombreuses possessions dans la région.
Riaz
Les évêques de Lausanne possèdent Riaz depuis le XIe siècle.
Lavaux

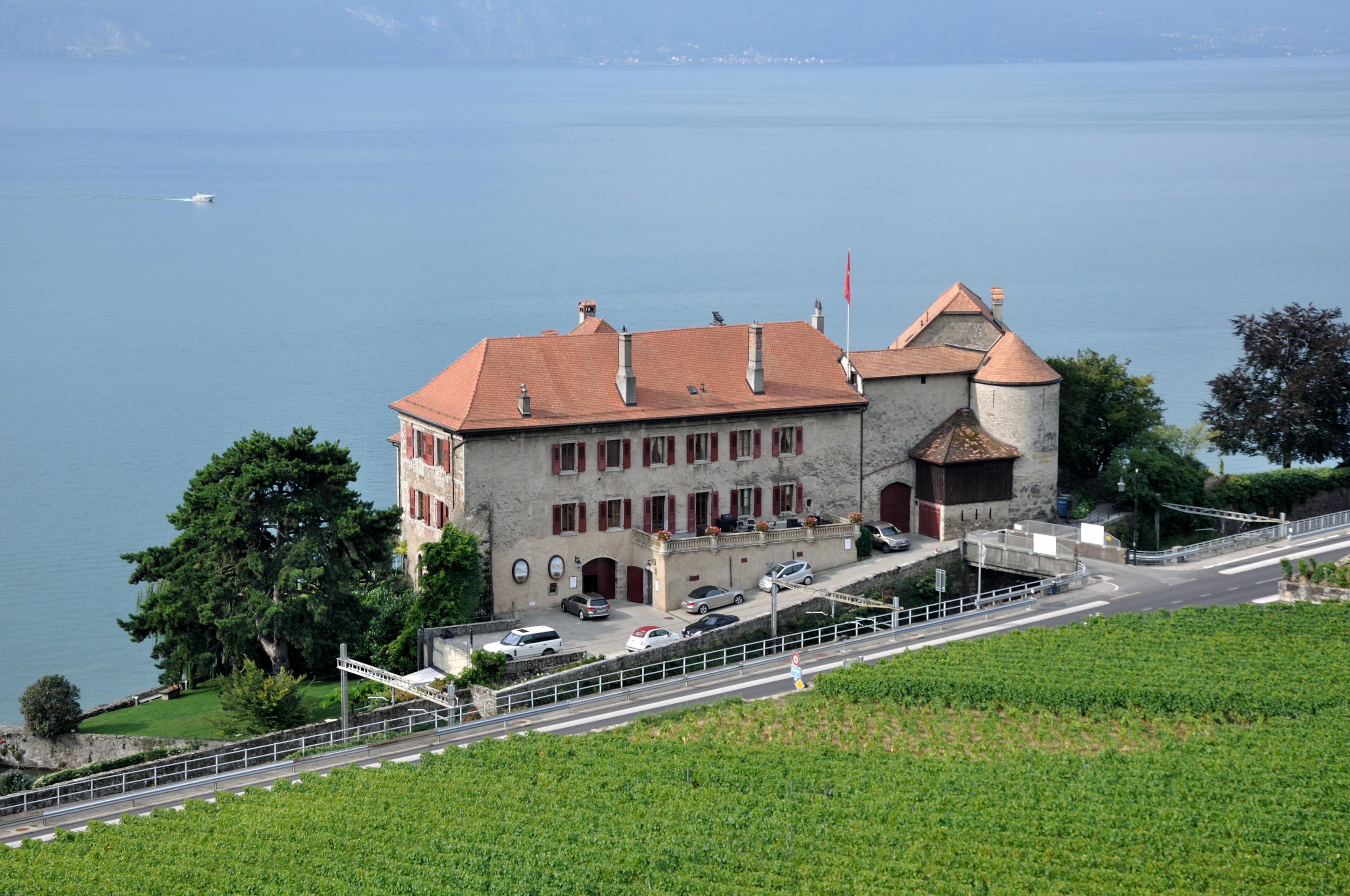
Château de Glérolles

L'évêque reçoit Lavaux de l'empereur en 1079.
Vers 1090, l'évêque Lambert de Grandson donne la seigneurie de Corsier, ainsi que Vevey, à son neveu Vaucher de Blonay. Par la suite, cette seigneurie, tout en restant aux mains des Blonay, devient un fief de l'évêque. La moitié de Corsier est inféodée à la famille d'Oron.
L'évêque achète Forel à Louis Ier de Vaud en 1300.
L'évêque possède de nombreux château en Lavaux : le château de Glérolles, le château de la Mottaz à Chexbres, le château de Puidoux et la tour de Gourze. Le château de Glérolles est inféodé en 1271 à Hugues de Palézieux. L'évêque achète le château en 1303. Le château de la Mottaz est inféodé à Conon de Châtel Saint-Denis en 1337
La Roche
La seigneurie de La Roche est acquise au XIVe siècle. L'achat définitif date de 1349,.
Vevey
Vers 1090, l'évêque Lambert de Grandson donne la ville de Vevey, en même temps que Corsier, à son neveu Vaucher de Blonay. Entre 1221 et 1229, l'évêque Guillaume d'Ecublens achète à Gaucher de Blonay le quart de la ville qu'il possédait. La famille de Blonay garde néanmoins cette terre à titre de fief. En 1342, Aimon de Blonay vend à l'évêque Jean de Bertrand une part du bourg de Bothonnens et du Vieux-Mazel.
Palézieux
La seigneurie de Palézieux appartenait à l'évêché de Lausanne. L'évêque Gérold de Faucigny a confié le protectorat de ses terres aux comtes de Genève. Le comte Amédée de Genève, abusant de ses pouvoirs, s'approprie Palézieux et l'inféode à la famille de Palézieux qui porte ce nom depuis cette inféodation. Albert de Montet confirme les propos de Pasche en affirmant que « le comte Amédée de Genevois [sic.] profita des facilités que lui assurait sa position pour arracher des mains de l'évêque quelques seigneuries, telles que [...] Palézieux. »
Bussigny

## Administration
De nombreux officiers étaient au service de l'évêque.
Au fil du temps, les évêques ont remplacé l'administration de type féodale, composée d'officiers tenant leurs charges en fiefs héréditaires par des fonctionnaires révocables.

### Avoué
Le premier avoué de Lausanne est attesté en 896. Les comtes de Genève détiennent cette charge au XIIe siècle. En 1219, l'évêque Berthold de Neuchâtel réunit l'avouerie à la mense épiscopale et interdit toute nouvelle inféodation. Aymon de Faucigny tente de s'emparer de l'avouerie en 1226. La charge est ensuite exercée par un fonctionnaire révocable dont le rôle est réduit à la présidence du plaid général
Jusqu'au XIIIe siècle, c'est le seul officier, avec le chancelier, qui est actif sur l'ensemble des terres de l'évêque.

### Bailli épiscopal
La fonction de bailli épiscopal est créée soit en 1313, soit en 1316 suit au traité signé entre l'évêque Pierre d'Oron et le comte Amédée V de Savoie. Parmi les baillis, on peut citer Jean de Baignol, Guillaume d'Arbignon, Jean Champion, Antoine (1464) et Guillaume d'Illens (1474). Le comte de Savoie nomme le bailli de 1316 à 1329. Il est « vraisemblable [...] que le bailli savoyard de Moudon [...] servit de modèle » à la création de cet office.

### Sénéchal
L'existence de la charge de sénéchal est établie à Lausanne dès le milieu du XIIIe siècle. François de Lucinge occupe cette charge de 1309 à 1338. La famille de Compey l'occupe ensuite de 1339 à 1460.

### Mayor de Lausanne et Sautier
La mayorie de Lausanne est héréditaire jusqu'en 1313. Le mayor était avant tout chargé de la basse justice. À partir de 1313, les mayors sont choisis parmi les bourgeois de Lausanne. Le mayor siège à l'hôtel-de-ville du Pont.
L'existence du sautier est attestée dès 1161. C'est une charge héréditaire. Entre 1372 et 1410, cet office est réuni à la mense épiscopale et les sautiers héréditaires sont remplacés par des simples fonctionnaires. Il a les mêmes compétences que le mayor de Lausanne,.

### Mayors
Il y a plusieurs mayories (ou mairies) sur le territoire de la principauté.
Mayorie de Lutry
La mayorie de Lutry appartenait à la famille Mayor de Lutry. Cet office n'est pas supprimé lors de l'annexion des terres de l'évêque par Berne en 1536.
Mayorie de Chexbres
La mayorie appartenait à la famille de Chexbres, avant de passer à Hugues de Palézieux. La mayorie est ensuite supprimée et le mayor héréditaire est remplacé par un châtelain à Glérolles.
Mayorie de Corsier
La famille d'Oron, puis les comtes de Gruyère possèdent la mayorie de Corsier.

### Métral d'Ouchy
La métralie d'Ouchy est un office héréditaire. Le métral possédait le droit de rivage (rivagium) et de halle (ala).

### Métral de Lausanne
Le métral est le chef de la police. Cet office est cité pour la 1re fois en 1336. Cet office n'est plus héréditaire à partir du XVe siècle. Les métraux sont :
- Nicolas Métral;
- 1320 : Jaques Choffa;
- Conon Cochon;
- 1336 : Jeannod ou Jean Clerc;
- 1356 : Jean de Madeleine;
- 1428 : Perronet Gellin;

### Métral de Chexbres
L'évêque avait un métral héréditaire à Chexbres. Les évêques achète la métralie vers 1275.

### Châtelains
Les châtelains sont nommés pour un an. Le premier châtelain de Villarzel est cité en 1248. Il y a des châtelains à Avenches, Bulle, Corsier-sur-Vevey, Glérolles, Lucens et Villarzel.
Liste des châtelains de Glérolles
- 1312-1314 : Jean Choupar;
- 1314 : Richard de Virie;
- 1333 : Henri de Trecors;
- vers 1375 : Nicolas de Lucinge;
- 1424 : Rolet de Tavel;
- 1434-1468 : Jaques de Crousaz;
- 1468 : Jaques Mestral (de Mont);
- 1499-1528 : Georges de Crousaz;

## Justice
Le tribunal de l'évêque de Lausanne en tant que seigneur temporel s'appelle la cour séculière. Elle est présidée par le bailli. Le bailli exerce la justice au nom de l'évêque et du comte de Savoie. L'évêque a l'appel contre les décisions de la cour du bailli.

## Droits régaliens

### Monopole de la frappe de monnaie
L'évêque reçoit le droit de battre monnaie vers 1011 du roi Rodolphe III de Bourgogne. Ce droit est confirmé en 1150 par l'empereur Frédéric Ier.
L'évêque a le monopole de la frappe monétaire dans une zone plus grande que les terres épiscopales mais moins grande que le diocèse. Guy de Prangins est le premier à mettre son nom sur les pièces en 1375.

## Réseau vassalique
Les évêques de Lausanne ont commencé la construction d'un réseau vassalique à partir de l'épiscopat de Roger de Vico Pisano. Le réseau vassalique des évêques est plus ancien que le réseau de la maison de Savoie en Pays de Vaud, mais largement inférieur dès 1260. La famille de Vufflens prête hommage à l'évêque Roger après le siège de leur château. Le réseau vassalique a « une grande importance, autant militaire que politique » et est un instrument « non seulement de défense et de prestige, mais aussi d'expansion territoriale ou juridictionnelle. » La famille de Cossonay est vassale des évêques jusqu'en 1245.

## Population
Morerod estime à 20 000 la population dépendant de la mense épiscopale en 1300 et à 10 000 peu après 1400. Il faut également ajouter les habitants des terres appartenant au chapitre, qu'il estime à 2 500.

### Ouvrages
- Francis Aerny, L'Évêché de Lausanne (VIe siècle-1536), Cabédita, 1991
- Guido Castelnuovo, Seigneurs et lignages dans le pays de Vaud, Université de Lausanne, Faculté des lettres, Section d'histoire, 1994
- « Lausanne (bailliage de) », dans Marcel Godet, Henri Türler et Victor Attinger, Dictionnaire historique & biographique de la Suisse, vol. 4, Neuchâtel, Imprimerie Paul Attinger, 1928 (lire en ligne), p. 476-477
- Jean-Daniel Morerod, Genèse d'une principauté épiscopale, 2000
- André Blaser, Les officiers de l'évêque et des couvents du diocèse de Lausanne, 1960
- Jean-François Poudret, « Par qui et comment les vaudois étaient-ils jugés vers 1300 », dans Agostino Paravicini Bagliani, Le pays de Vaud vers 1300, Lausanne, 1992, p. 39-52
- Denis Tappy, « Comment les vaudois étaient-ils administrés ? », dans Agostino Paravicini Bagliani, Le pays de Vaud vers 1300, Lausanne, 1992, p. 53-70
- Jean-Daniel Morerod, « L'évêque de Lausanne et la maison de Savoie: le temps de la rupture (1273-1316) », dans Agostino Paravicini Bagliani, Le pays de Vaud vers 1300, Lausanne, 1992, p. 71-91
- Anne Geiser, « Les frappes monétaires dans le bassin lémanique », dans Agostino Paravicini Bagliani, Le pays de Vaud vers 1300, Lausanne, 1992, p. 181-189
- Jean-Paul Verdan, Chardonne en effeuillant l'histoire, Cabédita, 1997 (ISBN 2-88295-195-7)
- David Martignier, Vevey et ses environs dans le moyen âge : esquisses historiques, critiques et généalogies, précédées de deux lettres à l'éditeur du Bailliage de Chillon en 1660, Lausanne, Martignier et Chavannes, 1862 (BNF 30893235, lire en ligne)
- David Martignier et Aymon de Crousaz, Dictionnaire historique, géographique et statistique de canton de Vaud, Imprimerie L. Corbaz et compagnie, 1867 (lire en ligne)
- Albert de Montet, Vevey à travers les siècles, Vevey, Imprimerie Saüberlin & Pfeifer S.A., 1978
- Charles Pasche, La contrée d'Oron : Soit le district de ce nom dans les temps anciens, au moyen âge et sous la domination bernoise, essai historique, Cabédita, 1988 (1re éd. 1895) (BNF 31063507)

### Articles
- Maxime Reymond, « Les origines de l'organisation municipale », Revue historique vaudoise,‎ 1908
- D. Tappy, « Les institutions délibérantes lausannoises au Moyen Age », Revue historique vaudoise,‎ 1989, p. 1-20
- J.-F. Poudret, « La conjuration des habitants d'Avenches en 1350 et l'apparition du pouvoir législatif des sujets de l'évêque de Lausanne », Revue historique vaudoise,‎ 1995, p. 369-388
- A. Kohler, «Villarzel l'Evêque, des origines à 1798», in RHV, 1922, 18-29, 43-50, 76-83, 109-123, 129-136, 161-170, 213-219, 323-324
- A. Kohler, «Configuration territoriale des châtellenies de Lucens et de Villarzel», in RHV, 1941, 275-278

### Dictionnaire historique de la Suisse
- Jean-Daniel Morerod, « Lausanne (évêché) » dans le Dictionnaire historique de la Suisse en ligne, version du 23 août 2007.
- Fabienne Abetel-Béguelin, « Lausanne (bailliage, district) » dans le Dictionnaire historique de la Suisse en ligne, version du 2 mars 2007.